# Cyrus West Field
 Cyrus West Field (30. listopadu 1819 – 12. července 1892) byl americký podnikatel a obchodník známý zejména díky prvnímu telegrafickému propojení mezi Evropou a Amerikou

## Život
Cyrus West Field v mladém věku poměrně rychle zbohatl v papírenském průmyslu díky růstu popularity knih a tištěných novin.
V roce 1854 se zaměřil na transoceánskou telegrafii mezi Evropou a Severní Amerikou. Od úřadů získal výhradní právo položit kabel z USA do Newfoundlandu a dále do Evropy přes Atlantik.
Od té doby zasvětil této dálkové telegrafii celý svůj život. Dokázal přesvědčit i mnoho dalších investorů a shromáždil kapitál pro projekt telegrafického spojení mezi Evropou a Amerikou. Tento projekt doprovázely počáteční velké technické problémy s položením kabelu do mnohdy čtyřkilometrové hloubky. Kabel nebyl dostatečně pevný a trhal se. Navíc ani tehdejší zaoceánské lodě nebyly schopny převážet tak dlouhý a těžký kabel, proto ho musely vézt dvě lodě a pak se kabel spojoval. Počáteční předpokládané náklady se tedy nakonec významně navýšily.
Společně se svým bratrem a dalšími čtyřmi obchodními partnery se jeho společnosti nakonec podařilo v roce 1858 položit první transatlantický kabel. Tento první kabel fungoval ale jen několik týdnů. Field se dostal do obrovských finančních a reputačních problémů, a dokonce mu hrozil i osobní bankrot.
Po americké občanské válce, dalších vědeckých objevech a zaangažováním významného fyzika Williama Thomsona (známý též jako lord Kelvin) se v roce 1866 povedlo pomocí parníku Great Eastern položit přes Atlantik druhý kabel, který již fungoval spolehlivěji.
Field se podmořskému telegrafu věnoval i v následujících letech při pokládání dalších záložních kabelů a v roce 1871 byl jedním z hlavních propagátorů vedení přes Tichý oceán přes Havaj do Číny a Japonska.